# Nella mente di Sarah
Nella mente di Sarah è un film per la televisione del 2005 diretto da Ralph Hemecker.

## Trama
Erica e Heather Rose sono due gemelle identiche che condividono lo stesso legame più forte. Da adulte, invece le loro vite saranno diverse: entrambi hanno una carriera di successo e sposate con figli. Ma, David, il figlio di Heather muore per un incidente e lì succedono tanti misteri.